# Onychelmis whiteheadi
Onychelmis whiteheadi is een keversoort uit de familie beekkevers (Elmidae). De wetenschappelijke naam van de soort werd in 1991 gepubliceerd door Spangler & Santiago.